# Пухов, Иван Сергеевич
Ива́н Серге́евич Пу́хов (1915—1983) — советский военный. Участник вооружённого конфликта у озера Хасан и Великой Отечественной войны. Герой Советского Союза (1944). Гвардии старший лейтенант.

## Биография
Родился 15 сентября 1915 года в селе Правокумское Святокрестовского уезда Ставропольской губернии Российской империи (ныне село Левокумского района Ставропольского края Российской Федерации) в крестьянской семье. Русский. Образование 7 классов. До призыва на военную службу работал на машинно-тракторной станции сначала трактористом, а с 1934 года ― бригадиром тракторной бригады.
В ряды Рабоче-крестьянской Красной Армии был призван Левокумским районным военкоматом Орджоникидзевского края в 1937 году. Срочную службу проходил на Дальнем Востоке. В июле — августе 1938 года принимал участие в вооружённом конфликте у озера Хасан.
По окончании срочной службы продолжил служить в армии. Начало Великой Отечественной войны застало его на Дальнем Востоке, где он нёс службу в составе Дальневосточного фронта. Летом 1943 года окончил артиллерийское училище и получил назначение в 386-й истребительно-противотанковый артиллерийский полк, формирование которого завершалось в Резерве Главного Командования. В боях с немецко-фашистскими захватчиками младший лейтенант Иван Пухов с 9 сентября 1943 года на Воронежском фронте (с 20 октября 1943 года — 1-й Украинский фронт) в должности командира 1-й батареи 386-го истребительно-противотанкового артиллерийского полка РГК, приданого 9-му механизированному корпусу 3-й гвардейской танковой армии. Осенью 1943 года участвовал в Сумско-Прилукской фронтовой операции Битвы за Днепр, в составе своего подразделения освобождал Левобережную Украину, форсировал Днепр, сражался на Букринском плацдарме. В конце октября 1943 года 3-я гвардейская танковая армия была скрытно переброшена на Лютежский плацдарм, откуда 3 ноября 1943 года перешла в наступление в рамках Киевской наступательной операции. Вместе со своей батареей принимал непосредственное участие в боях за столицу Украинской ССР город Киев. Особо отличился в Киевской оборонительной операции при отражении контрудара противника у города Фастова.
Стремясь восстановить линию обороны по Днепру, немецкое командование нанесло по растянутым коммуникациям 1-го Украинского фронта в Правобережной Украине ряд мощных контрударов. На рассвете 10 ноября 1943 года позиции советских войск на юго-западной окраине города Фастова были атакованы крупными силами немецкой пехоты при поддержке более чем 30 танков. 1-я батарея 386-го истребительно-противотанкового артиллерийского полка по командованием младшего лейтенанта Ивана Пухова занимала позиции на высоте 225,5. Сумел грамотно организовать противотанковую оборону, и в ходе ожесточённого боя его батарея подбила 3 и сожгла 8 вражеских танков, уничтожила 3 автомашины с боеприпасами и истребила до роты вражеской пехоты. Во время сражения из строя вышли наводчик и командир одного из орудий. Тогда сам встал к пушке и с дистанции 50-60 метров лично подбил два танка неприятеля (1 Т-VI и 1 Т-IV). Когда под натиском противника дрогнула и начала отступать пехота, артиллеристы под командованием Ивана Пухова продолжали стойко удерживать занимаемые позиции. Сумел собрать возле себя группу из 30 солдат и, организовав оборону, отразил атаку немецких автоматчиков, нанеся противнику большой урон.
Указом Президиума Верховного Совета СССР «О присвоении звания Героя Советского Союза офицерскому и сержантскому составу артиллерии Красной Армии» от 9 февраля 1944 года за «образцовое выполнение боевых заданий командования на фронте борьбы с немецкими захватчиками и проявленные при этом отвагу и геройство» был удостоен звания Героя Советского Союза с вручением ордена Ленина и медали «Золотая Звезда».
За отличие в боях под Киевом 386-й истребительно-противотанковый артиллерийский полк был преобразован в 108-й гвардейский. В составе этого полка участвовал в освобождении Правобережной Украины (Проскуровско-Черновицкая операция). К лету 1944 года ему было присвоено звание гвардии лейтенанта.
Его батарея вновь отличилась в Львовско-Сандомирской операции. 16 июля 1944 года подразделения 3-й гвардейской танковой армии были введены в прорыв через колтувский коридор. 17 июля его батарея одной из первых ворвалась на станцию Красное, откуда противник в спешном порядке пытался вывезти военное имущество. Под прикрытием бронепоезда немцы готовили к отправке 3 эшелона. Развернув батарею, вступил в артиллерийскую дуэль с бронепоездом и заставил его замолчать. Артиллеристы также вывели из строя паровоз и подожгли 8 вагонов. В результате действий батареи ни один из эшелонов покинуть станцию Красное не смог. 19 июля противник крупными силами пехоты и танков перешёл в контратаку у села Дзибулки. Выдвинув орудия на прямую наводку, огнём батареи поджёг 2 «Тигра» и подбил 2 средних танка, рассеял и частично уничтожил до роты пехоты неприятеля, чем способствовал отражению натиска врага.
Завершив разгром немецко-фашистских войск в Западной Украине, войска 1-го Украинского фронта вступили на территорию Польши. В начале августа 1944 года подразделения 3-й гвардейской танковой армии переправились на Сандомирский плацдарм. В боях за расширение плацдарма 5 августа 1944 года в районе села Жохув батарея под командованием Ивана Пухова отразила контратаку противника, пытавшегося вклиниться в оборону советских войск, уничтожив при этом 1 средний танк, 3 бронетранспортёра и до 100 военнослужащих вермахта. В ходе дальнейших боёв на левом берегу Вислы батарея неоднократно направлялась на самые опасные участки и неизменно наносила немцам большой урон в живой силе и технике. Так, во второй половине августа 1944 года противник в течение четырёх дней пытался прорвать оборону советских войск, настойчиво бросая в бой крупные силы мотопехоты и танков. 22 августа на самом сложном участке обороны у села Собутка-Шляхетска вступила в бой батарея Ивана Пухова. В ожесточённом многочасовом бою вместе со своими бойцами не отступил ни на шаг. Противник, потеряв 3 танка, 2 бронетранспортёра и до 300 солдат и офицеров, вынужден был на этом участке отказаться от продолжения активных действий.
3-я гвардейская танковая армия вела бои на Сандомирском плацдарме до 7 сентября 1944 года, после чего была выведена в резерв Ставки Верховного Главнокомандования. 9-й механизированный корпус был усилен танковой бригадой и двумя самоходными артиллерийскими полками, а 108-й гвардейский истребительно-противотанковый полк был расформирован. Ивана Пухова направили в сформированную в Резерве Главного Командования 31-ю артиллерийскую дивизию прорыва 10-го артиллерийского корпуса прорыва, где он принял под командование батарею 1920-го гаубичного артиллерийского полка 191-й гаубичной артиллерийской бригады. До января 1945 года дивизия занималась напряжённой боевой учёбой, после чего была введена на Сандомирский плацдарм. В это время получил звание старшего лейтенанта.
12 января 1945 года во время 107-минутной артиллерийской подготовки, возвестившей о начале Сандомирско-Силезской наступательной операции, был старшим на огневых позициях 2-го дивизиона своей бригады. За счёт правильной организации боевой работы дивизиона он на своём участке в районе населённого пункта Сташув сумел создать необходимую плотность огня и обеспечил прорыв обороны противника. Пройдя с боями от Вислы до Одера, огнём орудий своей батареи оказывал артиллерийскую поддержку наступающим стрелковым частям, участвовал в прорыве семи линий немецкой обороны, освобождал город Краков, форсировал реки Нида, Шренява, Пшемша и Одер.
феврале 1945 года участвовал в операции по окружению группировки немецко-фашистских войск в районе Бреслау. В боях за город был тяжело ранен. Около восьми месяцев он провёл в госпиталях, потерял ногу. Зимой 1946 года он был уволен из армии по инвалидности.
После войны жил и работал в городе Кисловодске Ставропольского края. Он умер 17 мая 1983 года, похоронен на городском кладбище Кисловодска.

## Награды
- Медаль «Золотая Звезда» (09.02.1944);
- орден Ленина (09.02.1944);
- орден Отечественной войны 1-й степени (02.09.1944);
- орден Отечественной войны 2-й степени (13.08.1944);
- орден Красной Звезды (08.02.1945);
- медали.

## Память
- Его именем названа улица в селе Правокумское Ставропольского края, на здании средней школы № 4 в 2016 года была установлена мемориальная доска.
- Памятная доска И. С. Пухову установлена в Кисловодске на мемориале «Воинская Слава» (проспект Цандера).

## Документы
- Общедоступный электронный банк документов «Подвиг Народа в Великой Отечественной войне 1941—1945 гг.» Дата обращения: 28 июля 2013. Архивировано из оригинала 13 марта 2012 года.

Представление к званию Героя Советского Союза и указ ПВС СССР о присвоении звания. Дата обращения: 28 июля 2013. Архивировано 6 сентября 2013 года.
Орден Отечественной войны 1-й степени (наградной лист и приказ о награждении). Дата обращения: 28 июля 2013. Архивировано 6 сентября 2013 года.
Орден Отечественной войны 2-й степени (наградной лист и приказ о награждении). Дата обращения: 28 июля 2013. Архивировано 6 сентября 2013 года.
Орден Красной Звезды (наградной лист и приказ о награждении). Дата обращения: 28 июля 2013. Архивировано 6 сентября 2013 года.